# Monocarpaceae
Monocarpaceae é uma família monotípica de hepáticas pertencente à classe Marchantiopsida cujo único género é Monocarpus D.J.Carr 1956 (sin. tax.: Carrpos Prosk., 1961). O género Monocarpus é também monotípico tendo como única espécie Monocarpus sphaerocarpus D.J.Carr, um minúscula hepática talosa com distribuição natural restrita à Austrália.